# Sparteina
Sparteina – organiczny związek chemiczny, alkaloid z grupy lupinanu, wyodrębniany z roślin należących do rodziny łubinu, złotokapu, żarnowca, janowca oraz Saratamnus.
Sparteina ma dwa centra chiralne i może występować w formie czterech diastereoizomerów (ponadto, ze względu na asymetrię wielopierścieniowego szkieletu cząsteczki, każdy diastereoizomer może występować w dwóch formach enancjomerycznych, co daje łącznie 8 diastereoizomerów). Najczęściej spotykana (−)-sparteina jest izomerem lewoskrętnym o konfiguracji cis-trans. Pozostałe izomery oznaczane są symbolami α (izomer trans-trans), β (cis-cis) i γ (trans-cis; słabo poznany). Izomer prawoskrętny, (+)-sparteina czyli pachykarpina, jest bardzo toksyczny.
(−)-Sparteina w małych dawkach stymuluje pracę mięśni gładkich (np. pęcherza lub żołądka), zażyty w większych ilościach powoduje paraliż podobnie jak koniina. Sparteina była często stosowana jako składnik złożonych preparatów w leczeniu arytmii serca (kod ATC C01BA04), a także do wywoływania porodu.